# Gregorio San Miguel
Gregorio San Miguel Angulo (Valmaseda, Vizcaya, País Vasco, España, 2 de diciembre de 1940) es un exciclista español.

## Biografía
Su debut como profesional se produjo en el año 1965 con el equipo OLSA. En 1966 ficha por el Kas, en el que correría hasta su retirada en 1971.
Destaca la actuación que tuvo en el Tour de Francia de 1968, donde tras una etapa genial en los Alpes (desde Saint-Etienne hasta Grenoble), desbancó al belga Georges Vandenberghe del liderato y se hizo con el maillot amarillo a falta de 5 etapas. Pero no pudo conservar el maillot y lo perdió en la etapa siguiente a manos del belga Herman Van Springel. Finalmente acabó la carrera en 4.º lugar, a 3m17s del holandés Jan Janssen, ganador final y a 14s del podio.
Participó en otras dos ediciones del Tour: en 1966 fue 37.º y en 1969, no llegó a acabar. También participó en 6 ediciones de la Vuelta ciclista a España, ganando dos etapas (1966 y 1969) y el Gran Premio de la Montaña en 1966. En dos ocasiones acabó entre los 10 primeros de la Vuelta, 7.º en 1967 y 9.º en 1969. También participó en el Giro de Italia de 1967, donde acabó retirándose.

## Palmarés
| 1965 - Trofeo Jaumendreu - G.P.San Juan y San Pedro de León 1966 - 1 etapa de la Vuelta a España, más clasificación de la montaña - Campeón de España por Regiones - 3.º Campeonato de España de Montaña 1967 - Subida a La Reineta - 1 etapa de la Volta a Cataluña - Campeón de España por Regiones | 1968 - Burdeos-Saintes - 1 etapa de la Vuelta a Suiza - Clásica de Ordizia - Campeonato de España de Montaña - Maurs 1969 - G.P. Navarra - 1 etapa de la Vuelta a España |

## Resultados en Grandes Vueltas
Durante su carrera deportiva consiguió los siguientes puestos en las Grandes Vueltas.
| Carrera         | 1965 | 1966 | 1967 | 1968 | 1969 | 1970 | 1971 |
| --------------- | ---- | ---- | ---- | ---- | ---- | ---- | ---- |
| Giro de Italia  | -    | -    | Ab.  | -    | -    | -    | -    |
| Tour de Francia | -    | 37.º | ̈-    | 4.º  | Ab.  | -    | -    |
| Vuelta a España | 41.º | 13.º | 7.º  | 36.º | 8.º  | -    | Ab.  |

-: No participa

Ab.: Abandono